# Fumar tabaco

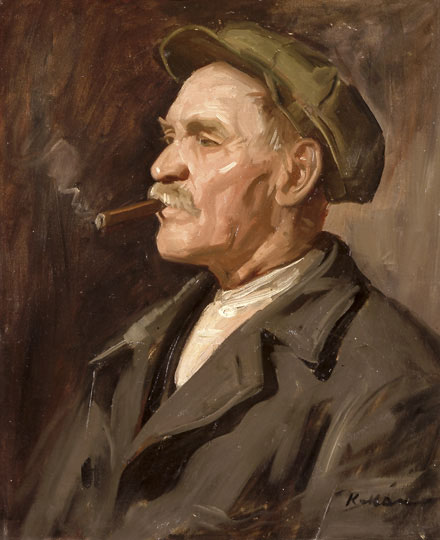
Retrato de un hombre fumando (obra del pintor húngaro Gejza Kukán)

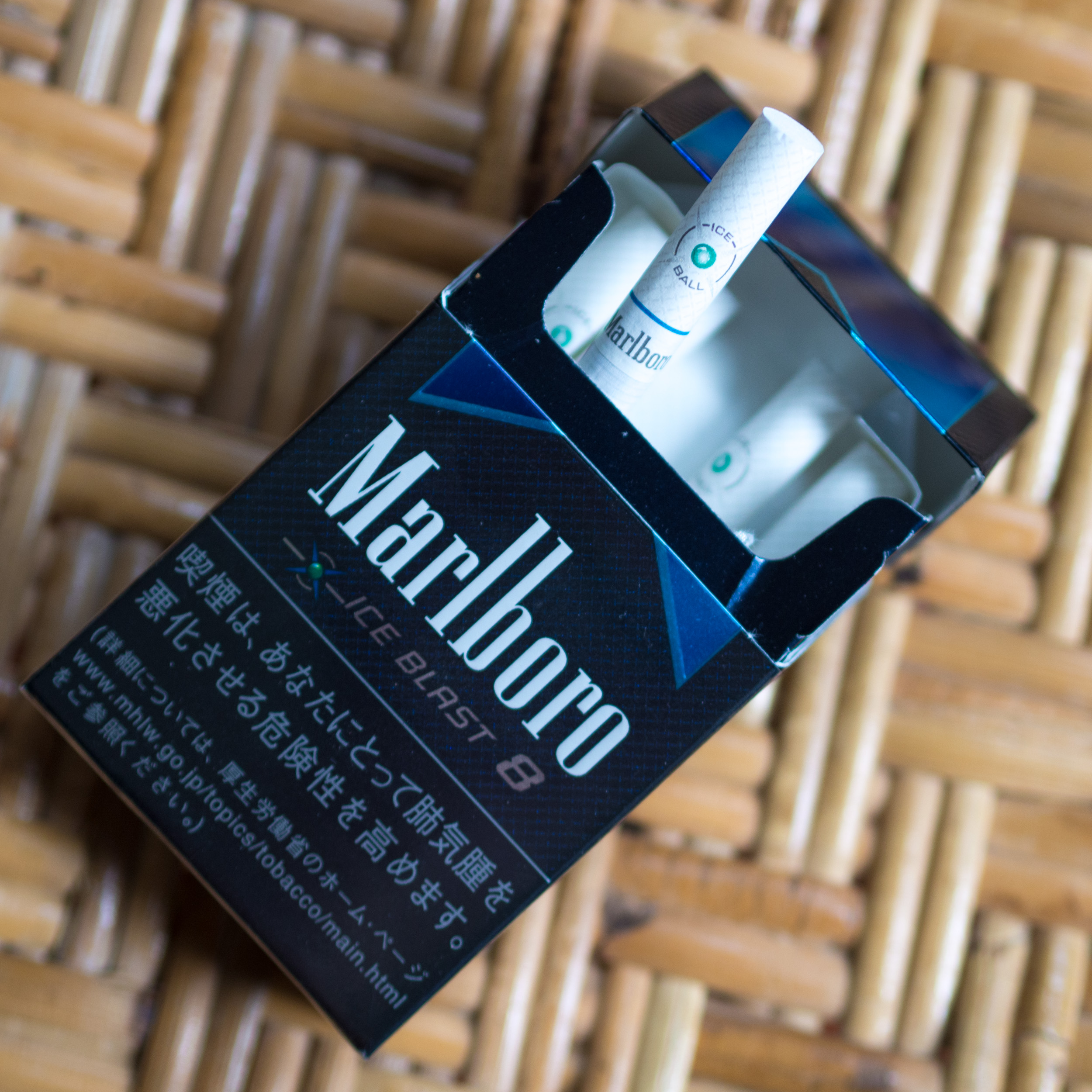
Paquete de los cigarrillos de hielo de Marlboro

Fumar tabaco es la práctica de quemar tabaco e ingerir el humo que se produce. El humo puede inhalarse, como se hace con los cigarrillos, o simplemente liberarse de la boca, como generalmente se hace con las pipas y los puros. Se cree que la práctica comenzó en una época comprendida entre el 5000 y el 3000 a. C. en Mesoamérica y América del Sur. El tabaco fue introducido en Eurasia a fines del siglo XVII por los colonizadores europeos, donde se expandió a lo largo de las rutas comerciales comunes. La práctica ha sido criticada desde su primera importación a Occidente, pero se introdujo en ciertos estratos de distintas sociedades antes de generalizarse su uso con la aparición de la maquinaria capaz de liar cigarrillos automáticamente en grandes cantidades.
Los científicos alemanes identificaron un vínculo entre el hábito de fumar y el cáncer de pulmón a finales de la década de 1920, lo que llevó a la primera campaña antitabaco en la historia moderna, aunque quedó truncada por el colapso de la Alemania nazi al final de la Segunda Guerra Mundial. En 1950, los investigadores británicos demostraron una relación inequívoca entre el hábito de fumar y el cáncer. La evidencia continuó aumentando en la década de 1980, lo que provocó una acción política contra la práctica de fumar. Las tasas de consumo desde 1965 en los países desarrollados han rebasado su punto máximo y han comenzado a disminuir. Sin embargo, continúan creciendo en los países en vías de desarrollo.
Fumar es el método más común para consumir tabaco, y el tabaco es la sustancia más común utilizada para fumar. El producto agrícola a menudo se mezcla con aditivos y luego se hace arder. El humo resultante se inhala y las sustancias activas se absorben a través de los alvéolos pulmonares o la mucosa bucal. La combustión se ha mejorado tradicionalmente mediante la adición de potasio o nitrato. Muchas sustancias en el humo del cigarrillo desencadenan reacciones químicas en las terminaciones nerviosas, lo que aumenta la frecuencia cardíaca, el estado de alerta y acorta el tiempo de reacción, entre otros efectos. Se liberan dopamina y endorfinas, que a menudo se asocian con el placer. Entre 2008 y 2010, aproximadamente el 49% de los hombres y el 11% de las mujeres de 15 años o más en catorce países con rentas medias o bajas (Bangladés, Brasil, China, Egipto, India, México, Filipinas, Polonia, Rusia, Tailandia, Turquía, Ucrania, Uruguay y Vietnam) eran fumadores, con aproximadamente un 80% de incidencia de tabaquismo. La brecha de género tiende a ser menos pronunciada en los grupos de menor edad.
Muchos fumadores se inician en el hábito de consumir tabaco a lo largo de la adolescencia o al comienzo de la edad adulta. Durante las primeras etapas, una combinación del placer percibido que actúa como reforzamiento, y el deseo de responder a la presión social puede compensar los síntomas desagradables del uso inicial, que generalmente incluyen náuseas y tos. Después de que un individuo ha fumado durante algunos años, evitar los síntomas de la abstinencia de la nicotina y el refuerzo negativo del hábito se convierten en las motivaciones clave para continuar.
Un estudio de las primeras experiencias de fumar de los alumnos de séptimo grado (entre 12 y 13 años) descubrió que el factor más común que lleva a los estudiantes a fumar es la publicidad de los cigarrillos. Que los padres, hermanos y amigos sean fumadores también anima a los estudiantes a fumar.

## Historia

### Uso en culturas antiguas

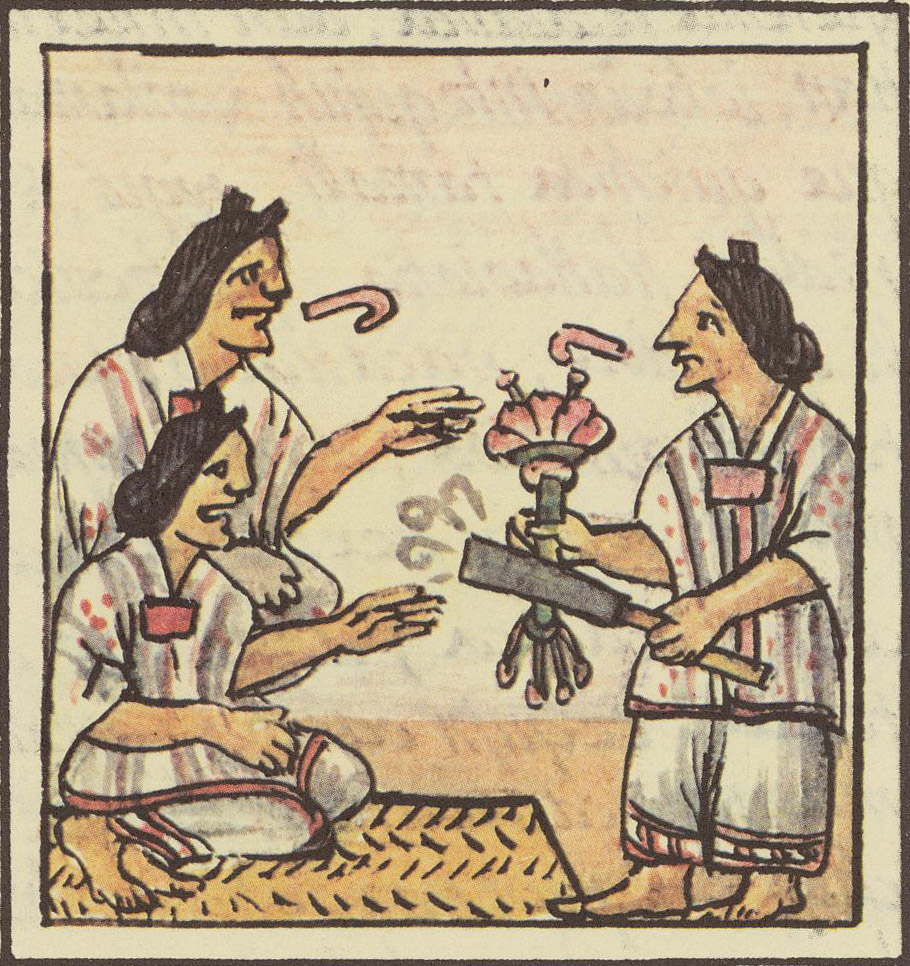
Mujeres aztecas reciben flores y tubos para fumar antes de comer en un banquete, Historia general de las cosas de Nueva España, siglo XVI

La historia del tabaquismo se remonta a entre 5000 y 3000 años a. C., cuando el producto agrícola comenzó a cultivarse en Mesoamérica y América del Sur. El consumo luego evolucionó a la quema de la sustancia vegetal, ya sea por accidente o con la intención de explorar otros medios de consumo. La práctica se debió abrir paso en los rituales chamánicos. En muchas civilizaciones antiguas, como los babilonios, los indios y los chinos, se quemaba incienso durante los rituales religiosos. Fumar en las Américas probablemente tuvo su origen en las ceremonias de los chamanes para quemar incienso, pero luego se adoptó por placer o como una herramienta social. El fumar tabaco y algunas drogas alucinógenas se utilizó para lograr trances y entrar en contacto con el mundo de los espíritus. Además, para estimular la respiración, se utilizaron enemas de humo de tabaco.
Las tribus del este de América del Norte llevaban grandes cantidades de tabaco en bolsas como un artículo comercial fácilmente aceptado y a menudo lo fumaban en calumet, ya sea en ceremonias sagradas o para sellar pactos. Tanto adultos como niños disfrutaban de la práctica. Se creía que el tabaco era un regalo del Creador y que el humo de tabaco exhalado era capaz de llevar los pensamientos y oraciones al cielo.
Además de fumar, el tabaco tenía varios usos como medicina. Como analgésico se usaba para el dolor de oído y el dolor de muelas y, ocasionalmente, como cataplasma. Los indios del desierto decían que fumar era una cura para los resfriados, especialmente si el tabaco se mezclaba con las hojas de salvia, o con la raíz del bálsamo del Perú o lomatium, Leptotaenia multifida. Además, se pensó que era particularmente bueno para el asma y la tuberculosis.

### Popularización

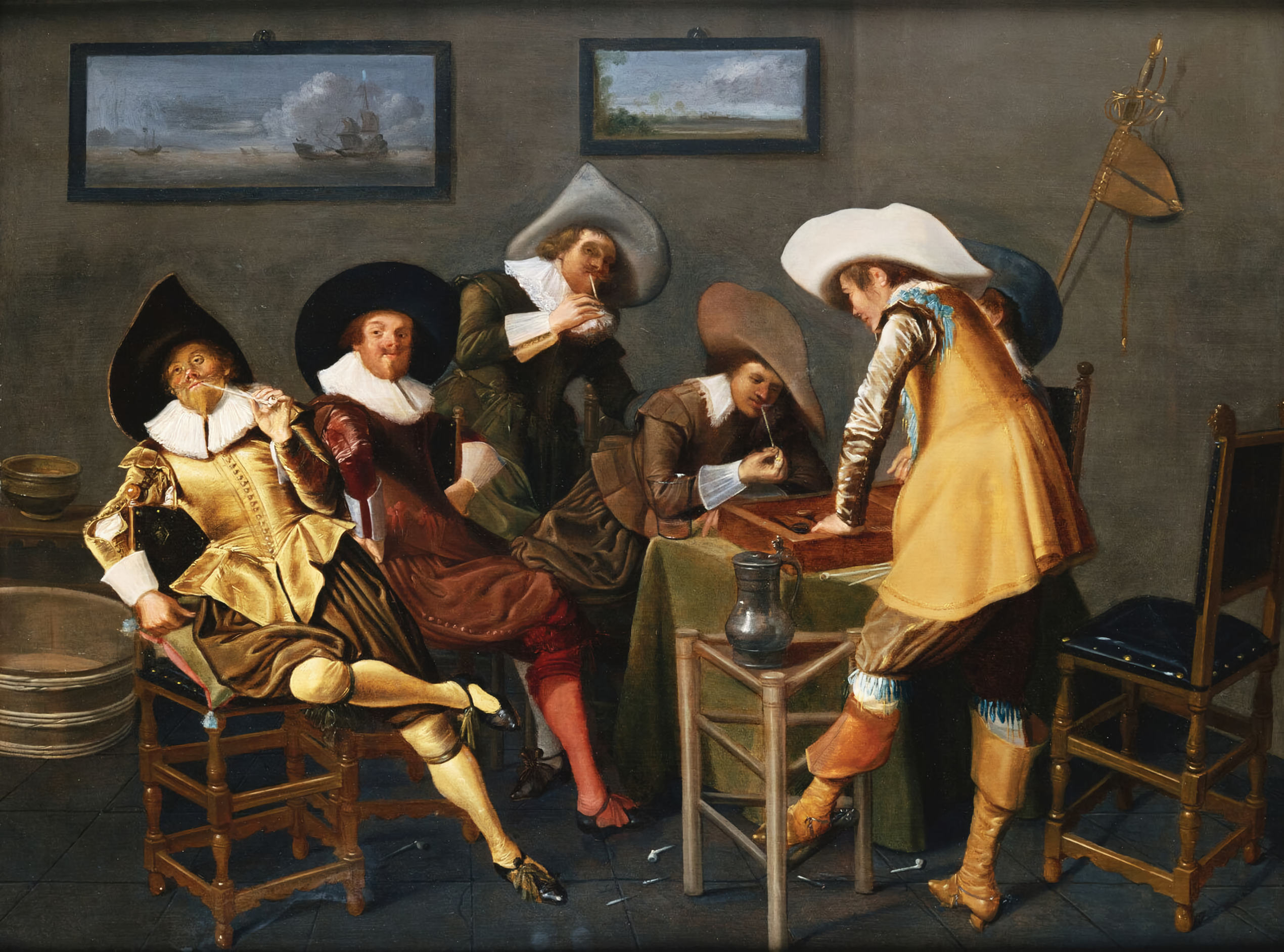
Caballeros fumando y jugando backgammon en una taberna, por Dirck Hals, 1627

En 1612, seis años después de la fundación de Jamestown (Virginia), John Rolfe fue acreditado como el primer colono en plantar con éxito tabaco como cultivo comercial. La demanda creció rápidamente, de forma que el tabaco, denominado el "oro marrón", revivió las fallidas expediciones del oro protagonizadas por la Compañía de Virginia. Con el fin de satisfacer la demanda del Viejo Mundo, el tabaco se cultivó intensivamente de forma ininterrumpida, agotando rápidamente la fertilidad del suelo. Esta circunstancia se convirtió en un motivo para establecerse hacia el entonces desconocido oeste del continente, y también supuso una notable expansión de la producción de tabaco. Los trabajadores de subsistencia (sin salario, solo por la manutención) se convirtieron en la fuerza laboral principal hasta la rebelión de Bacon, cuando se empezaron a sustituir por esclavos. Esta tendencia disminuyó después de la Revolución de las Trece Colonias a medida que esclavitud pasó a considerarse como no rentable. Sin embargo, la práctica revivió en 1794 con la invención de la desmotadora de algodón.
El francés Jean Nicot (de cuyo nombre se deriva la palabra nicotina) introdujo el tabaco en Francia en 1560, y luego se extendió a Inglaterra. El primer informe de un inglés fumador es de un marinero en Bristol en 1556, visto "emitiendo humo por la nariz". Al igual que el té, el café o el opio, el tabaco era solo uno de los muchos tóxicos que originalmente se usaba en forma de medicina. Alrededor del año 1600, comerciantes franceses introdujeron el tabaco en lo que hoy son Gambia y el Senegal modernos, y al mismo tiempo, las caravanas de Marruecos llevaron el tabaco a la zona de Tombuctú, y los portugueses introdujeron el producto (y la planta) en el sur de África, popularizando el tabaco en toda África en la década de 1650.
Poco después de su introducción en el Viejo Mundo, el tabaco fue objeto de frecuentes críticas por parte de los gobernantes y de los líderes religiosos. Jacobo I, rey de Escocia e Inglaterra, promulgó el tratado "Un Repudio del Tabaco" en 1604 y también introdujo impuestos especiales sobre el producto. Murad IV, sultán del Imperio otomano (1623–1640) fue uno de los primeros en intentar una prohibición del hábito de fumar, al afirmar que era una amenaza para la moral y la salud pública. Chongzhen de China, dos años antes de su muerte y del derrocamiento de la dinastía Ming, emitió un edicto que prohíbía fumar. Más adelante, los gobernantes manchúes de la dinastía Qing proclamarían que fumar "es un crimen más atroz que el de descuidar el tiro con arco". En el Período Edo en Japón, algunas de las primeras plantaciones de tabaco fueron despreciadas por el shōgun como una amenaza para la economía militar, al dejar que valiosas tierras de cultivo se desperdiciaran con el cultivo de una droga recreativa, en lugar de ser utilizadas para plantar cultivos alimenticios.

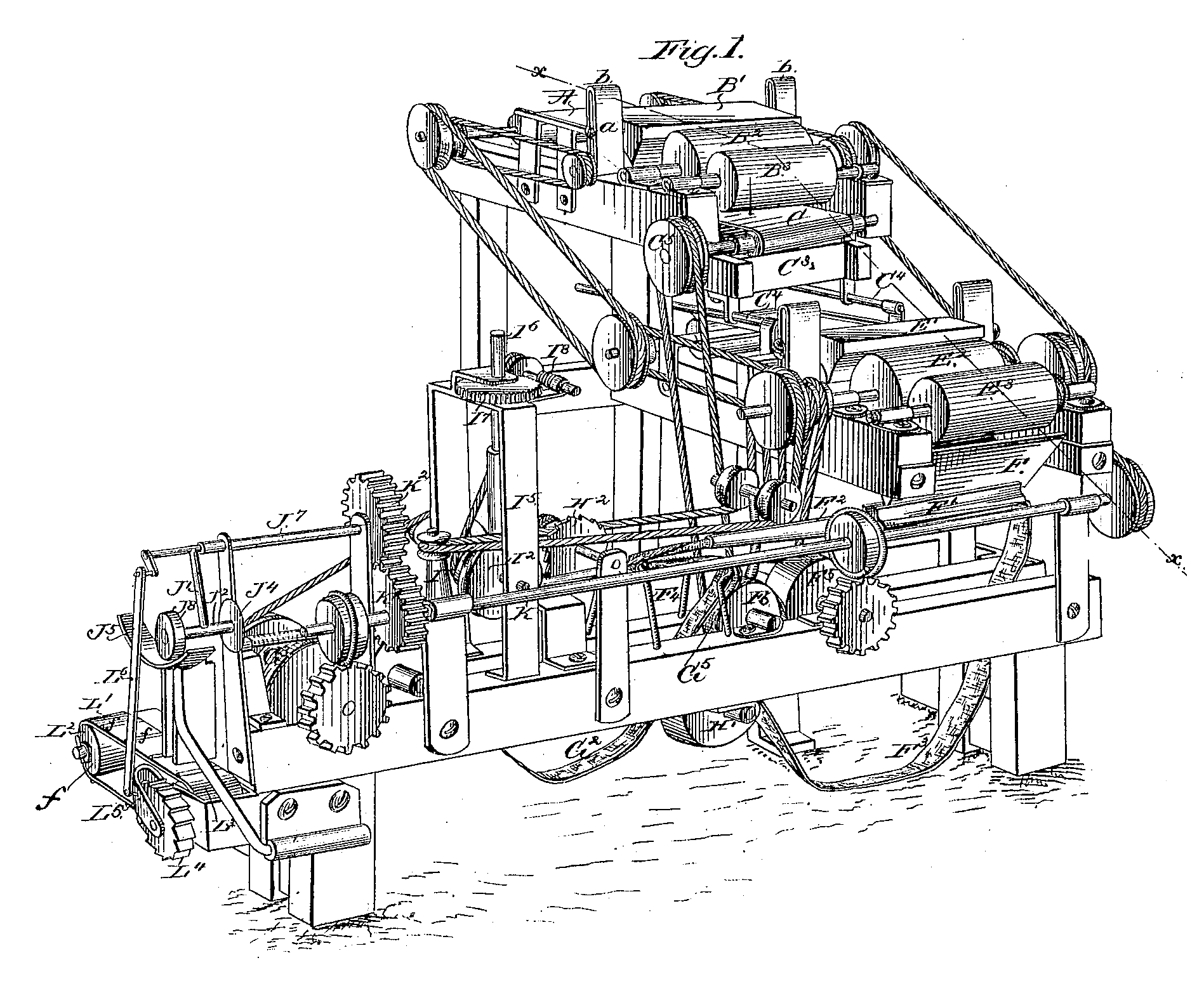
Máquina de liar cigarrillos de Bonsack, como se muestra en la patente de EE. UU. número 238.640

Los líderes religiosos a menudo han destacado entre aquellos que consideraron fumar inmoral o directamente blasfemo. En 1634, el Patriarca de Moscú y de todas las Rusias prohibió la venta de tabaco y sentenció a hombres y mujeres que no cumplieran con la prohibición a que les cortasen las fosas nasales y les fustigaran la espalda. El Papa Urbano VIII también condenó el fumar en lugares sagrados en una bula papal de 1624. A pesar de algunos esfuerzos concertados, las restricciones y prohibiciones fueron en gran medida ignoradas. Cuando Jacobo I, un acérrimo enemigo del tabaco, trató de frenar la nueva tendencia al imponer un aumento de impuestos del 4000% sobre el tabaco en 1604, no tuvo éxito, como lo sugiere la presencia de alrededor de 7000 puntos de venta de tabaco en Londres a principios del siglo XVII. A partir de este momento, durante algunos siglos, varias administraciones renunciaron a prohibirlo, y en su lugar convirtieron el comercio y el cultivo del tabaco en monopolios gubernamentales muchas veces lucrativos.
A mediados del siglo XVII, la mayoría de las civilizaciones más importantes habían sido introducidas al consumo de tabaco, y en muchos casos, ya lo habían asimilado a la cultura nativa, a pesar de algunos intentos continuos por parte de los gobernantes de eliminar la práctica con sanciones o multas. El tabaco, tanto sus productos como las plantas, siguió las principales rutas comerciales hacia los puertos y mercados más importantes, y luego hacia el interior. El término en inglés smoke parece haber entrado en vigencia a fines del siglo XVIII.
El crecimiento en los EE. UU. se mantuvo estable hasta la guerra civil estadounidense en 1860, cuando la fuerza laboral agrícola principal pasó de la esclavitud a la aparcería. Esto, junto con un cambio en la demanda, acompañó a la industrialización de la producción de cigarrillos cuando el artesano James Bonsack ideó una máquina en 1881 para automatizar parcialmente su fabricación.

### Actitudes sociales y salud pública

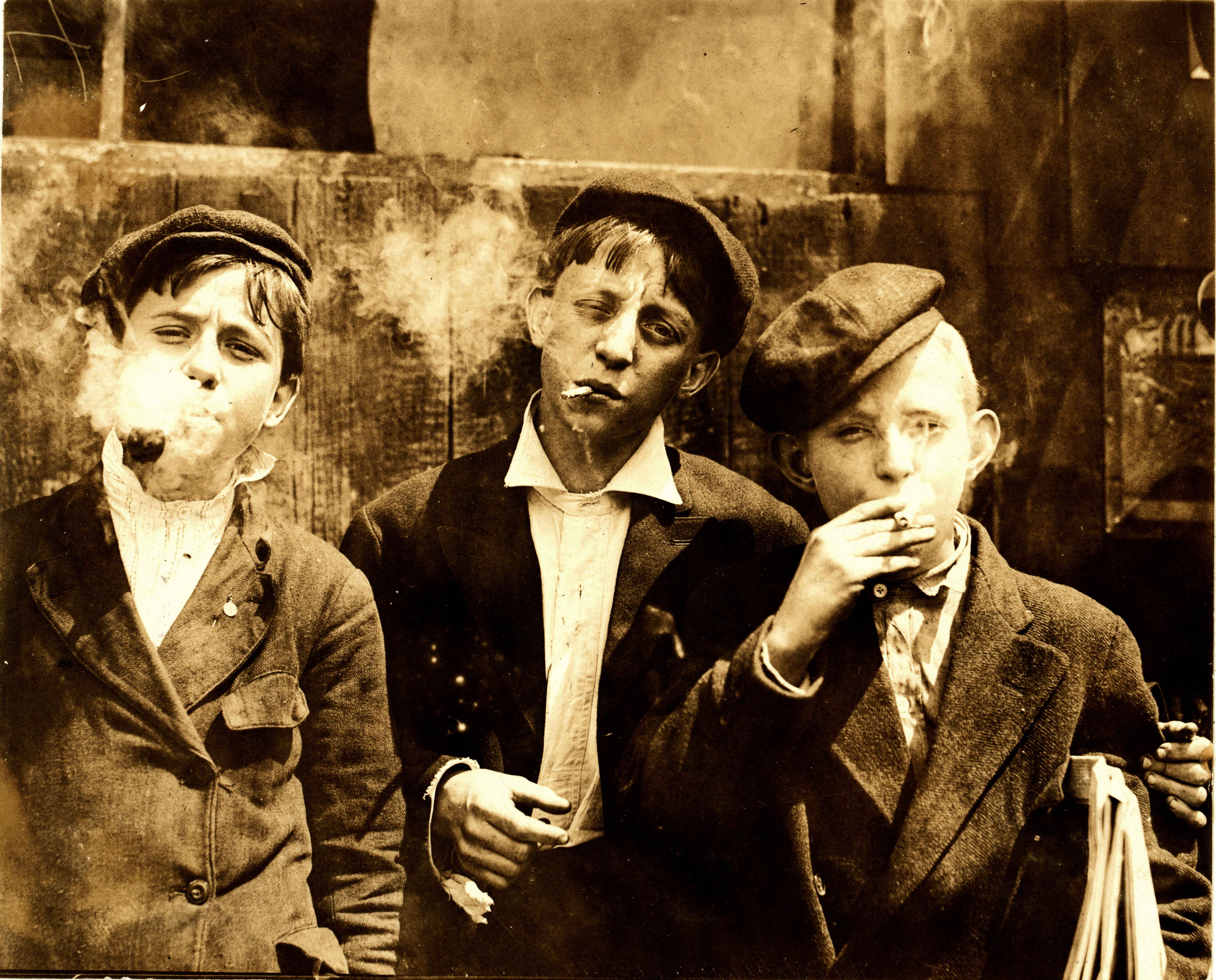
Newsies fumando en Skeeter's Branch, St. Louis, MO. Fotografía obra de Lewis Hine, 1910

En Alemania, grupos contra el tabaquismo, a menudo asociados con grupos contra el alcohol, publicaron por primera vez la defensa contra el consumo de tabaco en la revista "Der Tabakgegner" (The Tobacco Opponent), editada entre 1912 y 1932. En 1929, Fritz Lickint de Dresde, Alemania, publicó un artículo que contenía una evidencia estadística formal del vínculo entre el cáncer de pulmón y el tabaco. Durante la Gran Depresión, Adolf Hitler condenó su anterior hábito de fumar como una pérdida de dinero, y más adelante con argumentos más contundentes. Este movimiento se fortaleció aún más con la política reproductiva nazi, ya que las mujeres que fumaban eran consideradas inadecuadas para ser esposas y madres en una familia alemana. En el siglo XX, fumar era muy común, con eventos sociales como la smoke night que promovieron el hábito.
El movimiento antitabaco en la Alemania nazi no cruzó las líneas enemigas durante la Segunda Guerra Mundial, ya que los grupos antitabaco perdieron rápidamente el apoyo popular. Al final de la Segunda Guerra Mundial, los fabricantes de cigarrillos estadounidenses volvieron a entrar rápidamente en el mercado negro alemán. El contrabando ilegal de tabaco se hizo frecuente, y los líderes de la campaña nazi contra el tabaquismo fueron silenciados. Como parte del Plan Marshall, Estados Unidos envió tabaco gratis a Alemania: 24.000 toneladas en 1948 y 69.000 en 1949. El consumo anual de cigarrillos per cápita en la Alemania de posguerra aumentó constantemente, de 460 en 1950, a 1523 en 1963. A finales del siglo XX, las campañas antitabaco en Alemania no podían superar la efectividad del clímax de la era nazi en los años 1939–1941 y Robert N. Proctor describió la investigación alemana sobre los problemas sanitarios del tabaco como "silenciada".

Un extenso estudio realizado para establecer la fuerte asociación necesaria para la acción legislativa (consumo de cigarrillos en los EE. UU. por persona [azul]; tasa de cáncer de pulmón masculino [ocre])

En 1950, Richard Doll publicó una investigación en el British Medical Journal que mostraba un vínculo estrecho entre fumar y el cáncer de pulmón. A partir de diciembre de 1952, la revista Reader's Digest publicó "Cancer by the Carton", una serie de artículos que vinculaban fumar con el cáncer de pulmón.
En 1954, el  British Doctors Study, un estudio prospectivo de unos 40.000 médicos durante aproximadamente dos años y medio, confirmó la sugerencia, que sirvió para que el gobierno emitiera un mensaje advirtiendo de que las tasas de tabaquismo y cáncer de pulmón estaban relacionadas. En enero de 1964, el informe de la Asociación de Cirujanos de los Estados Unidos sobre fumar y la salud también comenzaron a sugerir la relación entre fumar y el cáncer.

A medida que la evidencia científica aumentaba en la década de 1980, las compañías tabacaleras se escudaron en la figura legal de la negligencia contributiva, argumentando que los efectos adversos para la salud eran desconocidos anteriormente o que carecían de una credibilidad sustancial. Las autoridades sanitarias se pusieron del lado de estas posturas hasta 1998, momento desde el que revocaron su posición inicial. El Tobacco Master Settlement Agreement, originalmente un acuerdo entre las cuatro compañías tabacaleras más grandes de los EE. UU. y los Procuradores Generales de 46 estados, restringió ciertos tipos de publicidad del tabaco y requirió pagos para compensaciones por daños a la salud. Este proceso más tarde se concretó en el mayor acuerdo civil en la historia de los Estados Unidos.
Se han instituido campañas sociales en muchos lugares para desalentar el tabaquismo, como la National Non-Smoking Week de Canadá
Entre 1965 y 2006, las tasas de tabaquismo en los Estados Unidos disminuyeron del 42% al 20,8%. La mayoría de quienes dejaron de fumar eran hombres, profesionales liberales y con un buen nivel económico. Aunque el número de fumadores per cápita disminuyó, el número promedio de cigarrillos consumidos por persona por día aumentó de 22 en 1954 a 30 en 1978. Este hecho paradójico sugiere que aquellos que intentaron dejar de fumar fumaron menos, mientras que los que continuaron fumando pasaron a fumar más cigarrillos ligeros. La tendencia ha sido paralela en muchas naciones industrializadas, donde las tasas se han nivelado o disminuido. Sin embargo, en los países en vías de desarrollo, el consumo de tabaco continuaba aumentando a un ritmo del 3,4% en 2002. En África, fumar se considera moderno en la mayoría de las áreas, y muchas de las fuertes opiniones adversas que prevalecen en Occidente reciben muy poca atención. Hoy Rusia es el principal consumidor de tabaco del mundo, seguido de Indonesia, Laos, Ucrania, Bielorrusia, Grecia, Jordania y China.
Como resultado de la presión pública y de la FDA, la cadena de grandes superficies comerciales Walmart y Sam's Club anunciaron que aumentarían la edad mínima para comprar productos de tabaco (incluidos todos los cigarrillos electrónicos), a 21 años a partir del 1 de julio de 2019.

## Consumo

### Cultivo y producción

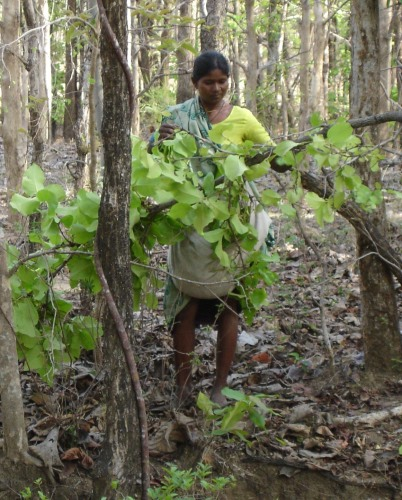
Tendu Patta (hoja) (Beedi industries)

El tabaco es un producto agrícola procesado a partir de hojas frescas de plantas del género nicotiana. El género contiene varias especies, aunque Nicotiana tabacum es el más comúnmente cultivado. Nicotiana rustica sigue como la segunda variedad que contiene mayores concentraciones de nicotina. Estas hojas se cosechan y curan para permitir la lenta reducción-oxidación y la degradación de los carotenoides contenidos en las hojas de tabaco, lo que produce ciertos compuestos con aroma a heno dulce, té, aceite de rosas o sabores afrutados. Antes del envasado, el tabaco a menudo se combina con otros aditivos para mejorar la potencia adictiva, cambiar la acidez de los productos o mejorar los efectos del humo haciéndolo más agradable al paladar. En los Estados Unidos, estos aditivos están regulados según una lista de 599 sustancias. El producto, una vez procesado, se empaqueta y se envía a los mercados de consumo.
Bidi
Los bidi son cigarrillos finos propios del sur de Asia, llenos de hebras de tabaco y envueltos en una hoja de tendu atada con una cuerda en un extremo. Producen niveles más altos de monóxido de carbono, nicotina y alquitrán que los cigarrillos típicos en occidente.
Cigarros puros
Los puros son hojas de tabaco sometido a secado y fermentado, que una vez enrolladas se encienden para que el humo pueda entrar en la boca del fumador. Por lo general, el humo no se inhalan debido a su alta alcalinidad, que rápidamente puede irritar la tráquea y los pulmones. La prevalencia de los cigarros puros varía según el lugar, del período histórico y de la clase social. Estados Unidos es, con diferencia, el país que más consume este tipo de cigarros, seguido por Alemania y el Reino Unido. EE. UU. y Europa occidental representan alrededor del 75% de las ventas de cigarros en todo el mundo. En 2005, se estimaba que el 4,3% de los hombres y el 0,3% de las mujeres fumaban cigarros en los EE. UU.
Cigarrillos
Los cigarrillos se fabrican con hojas de tabaco curadas y finamente cortadas, mezcladas con tabaco reconstituido (a menudo combinado con otros aditivos), que luego se enrollan o rellenan un cilindro de papel. El humo de los cigarrillos se inhala y pasa por la boca hacia los pulmones, generalmente a través de un filtro de acetato de celulosa.
Cachimba
El narguile es una pipa de agua con uno o varios vástagos (a menudo de vidrio) para fumar. Originario de la India, era un símbolo de orgullo y honor para los terratenientes, reyes y otras personas de clase alta. Actualmente, la cachimba goza de una inmensa popularidad, especialmente en Oriente Medio. Una cachimba funciona por filtración de agua y calor indirecto. Se puede usar para fumar hierbas de aroma afrutado, tabaco o cannabis.
Kretek
Los kretek son cigarrillos hechos con una compleja mezcla de tabaco, clavo y una "sustancia" aromatizante. Fue introducido por primera vez en la década de 1880 en Kudus, Java, para suministrar el eugenol medicinal de los clavos a los pulmones. La calidad y la variedad del tabaco juegan un papel importante en la producción de kretek, que pueden contener más de 30 tipos de tabaco. Se agregan cogollos de clavo de olor secos picados como saborizante, que pesan aproximadamente un tercio de la mezcla de tabaco. En 2004, los Estados Unidos prohibieron que los cigarrillos tuvieran un "sabor característico" de ciertos ingredientes distintos del tabaco y el mentol, eliminando así la posibilidad de que los kretek pudieran ser clasificados como cigarrillos.
Tabaquismo pasivo
Un fumador pasivo es una persona que consume generalmente de forma involuntaria el humo del tabaco fumado por otros. El humo de segunda mano es el consumo de humo procedente del extremo en combustión, mientras que el humo de tercera mano es el humo ambiental que queda después. Debido a sus implicaciones negativas, esta forma de consumo ha jugado un papel central en la regulación de los productos de tabaco.
Fumar en pipa
Para fumar en pipa se utiliza un utensilio que generalmente consiste en una pequeña cazoleta para la combustión del tabaco que se va a fumar, unida a un tubo delgado (vástago) que termina en una boquilla. Trozos de tabaco triturados se colocan en la cazoleta y se encienden.
Cigarrillos enrollados a mano
Los cigarrillos enrollados a mano son muy populares, particularmente en Europa. Se preparan a partir de tabaco suelto, papel de cigarrillos y filtros, con los tres componentes comprados por separado. Por lo general, son mucho más baratos que los cigarrillos preparados y se pueden comprar pequeñas máquinas para facilitar el proceso.
Vaporizador
Un vaporizador es un dispositivo utilizado para sublimar los ingredientes activos de una sustancia vegetal. En lugar de quemar la hierba, lo que produce subproductos potencialmente irritantes, tóxicos o carcinógenos; un vaporizador calienta el material en un vacío parcial para que los compuestos activos contenidos en la planta hiervan en vapor. Este método a menudo es preferible cuando se administra médicamente una sustancia en forma de humo, en lugar de quemar directamente el material vegetal.

### Fisiología

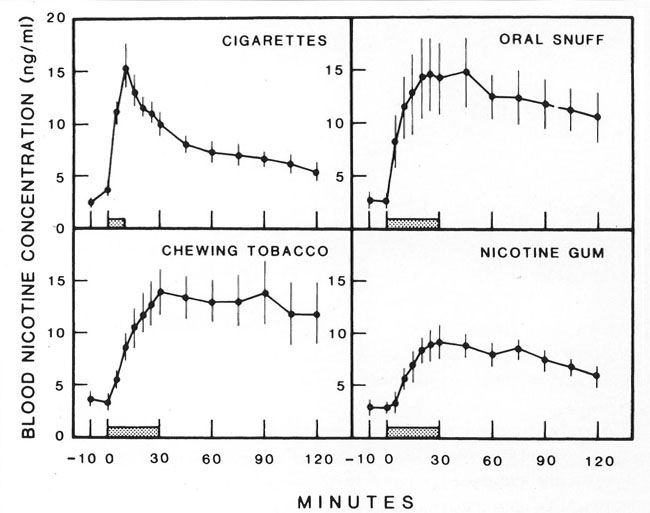
Un gráfico que muestra la eficiencia de fumar como una forma de absorber nicotina en comparación con otras formas de ingesta

Las sustancias activas del tabaco, especialmente de los cigarrillos, se administran quemando las hojas e inhalando el gas resultante. Esto transporta sustancias al torrente sanguíneo de manera rápida y efectiva mediante la absorción a través de los alvéolos pulmonares. Los pulmones contienen unos 300 millones de alvéolos, lo que equivale a una superficie de más de 70 m² (aproximadamente, el tamaño de una cancha de tenis). Este método no es completamente eficiente, ya que no se inhala todo el humo, y se pierde una cierta cantidad de las sustancias activas en el proceso de combustión. No se inhala el humo de las pipas y de los cigarros puros, debido a su alta alcalinidad, que lo hace irritante para la tráquea y para los pulmones. Sin embargo, esta mayor alcalinidad (pH 8.5) en comparación con el humo del cigarrillo (pH 5.3), provoca que la nicotina no ionizada se absorba más fácilmente a través de la mucosa bucal. La absorción de nicotina del cigarro y de la pipa, sin embargo, es mucho menor que la del humo del cigarrillo. La nicotina y la cocaína activan patrones neuronales similares, lo que respalda la existencia de un sustrato común entre estas drogas.
La nicotina absorbida emula a la acetilcolina nicotínica, que cuando se une a los receptores nicotínicos, evita la recaptación de la acetilcolina, aumentando así el nivel de este neurotransmisor en ciertas áreas del cuerpo. Estos receptores nicotínicos de acetilcolina se encuentran en el sistema nervioso central y en las uniones nervio-músculo de los músculos esqueléticos; lo que se traduce en un aumento de la frecuencia cardíaca, en la prolongación del estado de alerta, y en tiempos de reacción más rápidos. La estimulación con nicotina acetilcolina no es directamente adictiva. Sin embargo, dado que las neuronas liberadoras de dopamina son abundantes en los receptores de nicotina, se libera dopamina; y en el núcleo accumbens, la dopamina está asociada con la motivación que causa el comportamiento de reforzamiento del consumo. El aumento de dopamina en el córtex prefrontal también puede aumentar la memoria de trabajo.
Cuando se fuma tabaco, la mayor parte de la nicotina se piroliza. Sin embargo, permanece una dosis suficiente como para causar dependencia somática leve y dependencia psicológica de leve a fuerte. También se produce la formación de harmina (un inhibidor de la monoamino oxidasa) a partir del acetaldehído en el humo del tabaco. Esto puede desempeñar un papel en la adicción a la nicotina, al facilitar la liberación de dopamina en el núcleo accumbens como respuesta a los estímulos de la nicotina. Usando estudios en ratas, la abstinencia después de la exposición repetida a la nicotina da como resultado células nucleares accumbens menos sensibles, que producen la dopamina responsable del reforzamiento.

### Demografía
A partir de 2000, alrededor de 1220 millones de personas fumaban en todo el mundo. Con las tasas actuales de 'reemplazo de fumadores' y crecimiento del mercado, se podría llegar a alrededor de 1900 millones en 2025.
El fumar puede ser hasta cinco veces más frecuente entre los hombres que entre las mujeres en algunas comunidades, aunque la brecha de género generalmente disminuye en la edad más joven. En algunos países desarrollados, las tasas de fumadores para los hombres han alcanzado su punto máximo y han comenzado a disminuir, mientras que para las mujeres continúan disminuyendo.
A partir de 2002, alrededor del veinte por ciento de los adolescentes jóvenes (entre 13 y 15 años) fumaban en todo el mundo. Entre 80.000 y 100.000 niños comienzan a fumar cada día, aproximadamente la mitad de los cuales viven en Asia. Se estima que la mitad de los que comienzan a fumar en la adolescencia continuarán fumando al menos entre 15 y 20 años. En los Estados Unidos, aproximadamente 800.000 estudiantes de secundaria fumaban en 2019.
La Organización Mundial de la Salud (OMS) afirma que "Gran parte de la carga de morbilidad y mortalidad prematura atribuible al consumo de tabaco afecta desproporcionadamente a los pobres". De los 1220 millones de fumadores, mil millones de ellos viven en economías en desarrollo o en transición. Las tasas de tabaquismo se han estabilizado o disminuido en los países desarrollados. En los países en vías de desarrollo, sin embargo, el consumo de tabaco estaba aumentando a un ritmo de un 3,4% anual a partir de 2002.
La OMS en 2004 estimó que aquel año se producirían 58,8 millones de muertes en todo el mundo, de las cuales 5,4 millones serían atribuibles al tabaco. En 2007, esta cifra se había reducido a 4,9 millones. A partir de 2002, el 70% de las muertes causadas por el tabaco pertenecen a países en desarrollo. A partir de 2017, fumar será la causa una de cada diez muertes en todo el mundo, con la mitad de estas muertes en los EE. UU., China, India y Rusia.

## Psicología

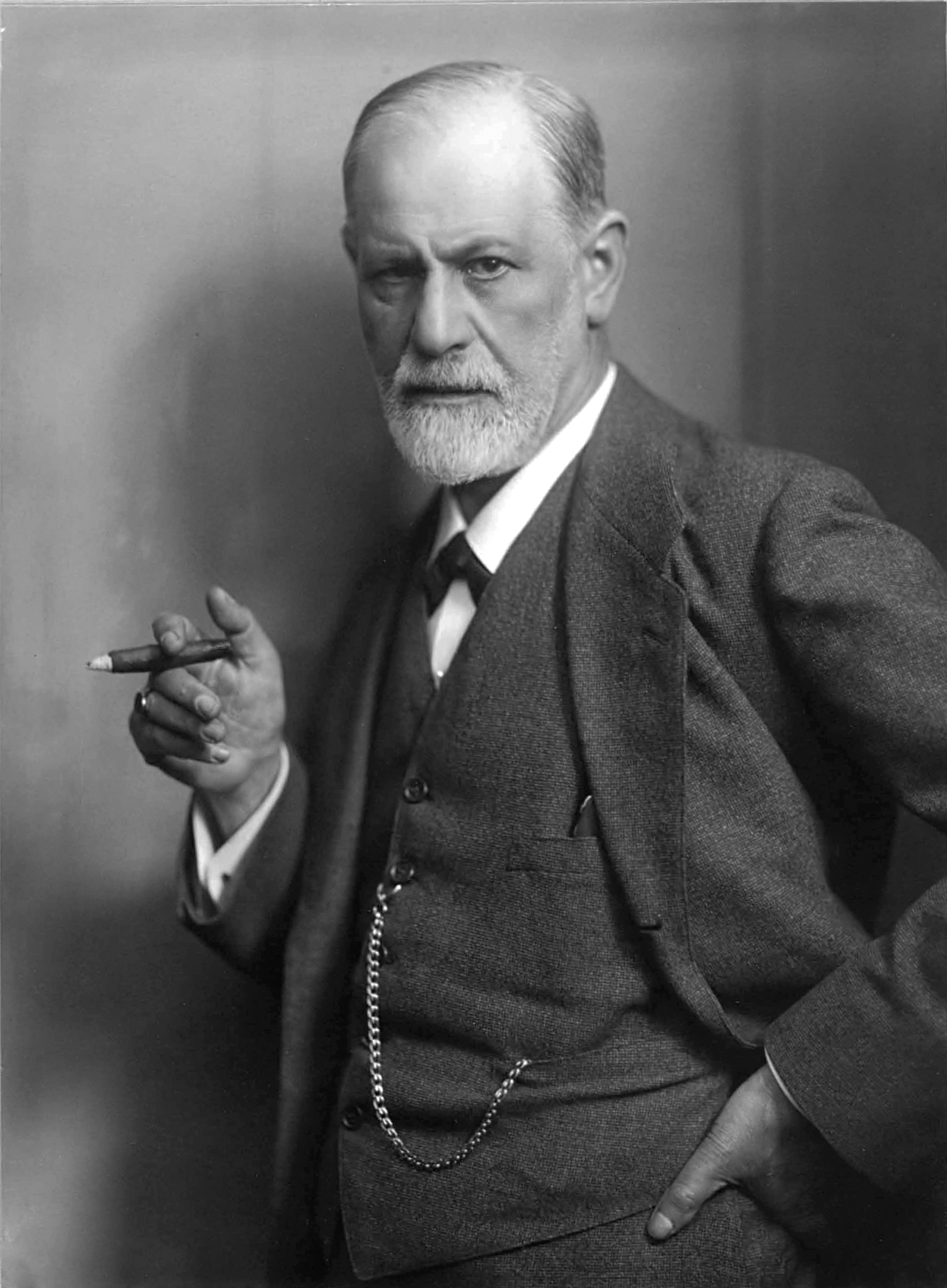
Sigmund Freud, cuyo médico le asistió en su suicidio, causado por las secuelas de un cáncer de boca provocado por fumar

### Persistencia del hábito de fumar
Las razones dadas por algunos fumadores para mantener esta actividad se han categorizado como "tabaquismo adictivo", "placer por fumar", "reducción/relajación de la tensión", "tabaquismo social", "estimulación", "hábito/automatismo" y "manipulación del cigarrillo". Existen diferencias de género en cuanto a la contribución de cada una de estas razones, con las mujeres más propensas que los hombres a citar la "reducción/relajación de la tensión", "estimulación" y "tabaquismo social".
Algunos fumadores sostienen que el efecto depresor de fumar les permite calmar sus nervios, a menudo permitiendo una mayor concentración. Sin embargo, según el Imperial College London, "la nicotina parece proporcionar tanto un efecto estimulante como depresivo, y es probable que el efecto que tenga en cualquier momento esté determinado por el estado de ánimo del usuario, el entorno y las circunstancias de uso. Algunos estudios han sugerido que las dosis bajas tienen un efecto depresivo, mientras que las dosis más altas tienen un efecto estimulante".

### Patrones de consumo
Varios estudios han establecido que la venta de cigarrillos y fumar siguen patrones distintos en relación con las épocas del año. Por ejemplo, se ha demostrado que las ventas de cigarrillos en los Estados Unidos de América siguen un patrón fuertemente estacional, siendo los meses altos los meses de verano y los meses bajos los de invierno.
Del mismo modo, se ha demostrado que fumar sigue distintos patrones circadianos durante la vigilia diurna, y el punto más alto generalmente ocurre poco después de despertarse por la mañana y poco antes de irse a dormir por la noche.

## Relevancia económica
En los países donde existe un sistema de asistencia sanitaria universal, el gobierno cubre el costo de la atención médica de los pacientes que enferman por fumar a través de los mayores impuestos que pagan. Existen dos posiciones de debate amplias en este frente, el argumento "a favor del tabaquismo" sugiere que los fumadores empedernidos generalmente no viven lo suficiente como para desarrollar las enfermedades costosas y crónicas que afectan a los ancianos, reducen la carga sanitaria de la sociedad y el argumento "antitabaco" sugiere que la carga de atención médica aumenta porque los fumadores contraen enfermedades crónicas más jóvenes y con una tasa más alta que la población general. Los datos para defender ambas posiciones han sido objeto de disputa. El Centro para el Control y Prevención de Enfermedades publicó una investigación en 2002 afirmando que el costo de cada paquete de cigarrillos vendido en los Estados Unidos fue de más de 7 dólares en atención médica y pérdida de productividad. El costo puede ser más alto, según otro estudio que lo sitúa tan alto como 41 dólares por paquete, la mayoría de los cuales, sin embargo, recaen en el individuo y su familia. Así es como lo expresa uno de los autores de uno de los estudios cuando explica los costos muy bajos: "La razón por la cual el costo es bajo es que para las pensiones privadas, la Seguridad Social y Medicare, teniendo en cuenta los factores más importantes para calcular sus costos, resulta que fumar en realidad ahorra dinero. Los fumadores mueren a una edad más temprana y no recurren a los fondos que han pagado en esos sistemas". Otra investigación demuestra que la muerte prematura causada por fumar puede redistribuir los ingresos del Seguro Social de maneras inesperadas, que afectan el comportamiento y reducen el bienestar económico de los fumadores y sus dependientes. Para respaldar esto, cualquiera que sea la tasa de consumo de tabaco por día, los fumadores soportan un costo promedio de por vida en comparación con un no fumador, estimado en unos 6000 dólares. Entre el costo de la pérdida de productividad y los gastos de atención médica combinados, el consumo de cigarrillos cuesta al menos 193 mil millones de dólares (la investigación también muestra que los fumadores suelen ganar menos dinero que los no fumadores). En cuanto al humo de segunda mano, el costo supera los 10 mil millones de dólares.
Por el contrario, algunos estudios no científicos, incluido uno realizado por Philip Morris en la República Checa (denominado Public Finance Balance of Smoking in the Czech Republic) y otro completado por el Instituto Cato, respaldan la posición opuesta. Philip Morris se disculpó explícitamente por el primer estudio, diciendo: "La financiación y la difusión pública de este estudio, que entre otras cosas, detalló supuestos ahorros de costos para la República Checa debido a la muerte prematura de los fumadores, exhibió un juicio terrible y un completo e inaceptable desprecio de los valores humanos básicos. Para una de nuestras compañías tabacaleras, encargar este estudio no fue solo un terrible error, fue una equivocación. Todos en Philip Morris, sin importar dónde trabajemos, lo sentimos mucho. Nadie se beneficia de las enfermedades reales, graves y significativas causadas por fumar".
Entre 1970 y 1995, el consumo de cigarrillos per cápita en los países en desarrollo más pobres aumentó en un 67 por ciento, mientras que cayó en un 10 por ciento en el mundo desarrollado más rico. El ochenta por ciento de los fumadores ahora vive en países poco desarrollados. Para 2030, la Organización Mundial de la Salud (OMS) pronostica que 10 millones de personas al año morirán de enfermedades relacionadas con el tabaquismo, lo que la convierte en la principal causa de muerte en todo el mundo, con el mayor aumento entre las mujeres. La OMS pronostica que la tasa de mortalidad por fumar en el siglo XXI será diez veces superior a la tasa del siglo XX (revista "Washingtonian", diciembre de 2007).

## Salud
El tabaco puede provocar enfermedades del aparato respiratorio. Las patologías más frecuentes asociadas al tabaquismo son la bronquitis y el enfisema. Se trata de dos fenómenos esencialmente de tipo inflamatorio y destructivo, pero que pueden complicarse con lesiones obstructivas, de fibrosis alveolar e incluso de neumotórax. La nicotina tiene también un efecto directo sobre el sistema vascular, pudiendo producir gangrena como complicación de la enfermedad de Buerger. 
Por otra parte, se considera que el hábito del tabaquismo puede influir negativamente en la potencia sexual e infertilidad masculina.
El uso simultáneo del alcohol aumenta la carcinogenicidad del tabaco respecto al cáncer de cabeza y cuello. El tabaco es el responsable del diagnóstico de casi la totalidad de casos de enfermedad pulmonar obstructiva crónica (EPOC), de enfisema y de cáncer de pulmón. 

Efectos adversos comunes del consumo de tabaco. Los efectos más comunes figuran en negrita.

Fumar cigarrillos es la principal causa de muerte prevenible y un importante problema de salud pública.
Hay 1100 millones de consumidores de tabaco en el mundo. Una persona muere cada seis segundos por una enfermedad relacionada con el tabaco.
El consumo de tabaco conduce con mayor frecuencia a enfermedades que afectan el corazón y los pulmones, y el tabaquismo es un factor de riesgo importante para heart attacks, accidente cerebrovasculars, enfermedad pulmonar obstructiva crónica (COPD), Fibrosis pulmonar idiopática (IPF), enfermedad pulmonar obstructiva crónica y cáncer (particularmente cáncer de pulmón, cancers of the larynx y mouth, cáncer de esófago y cáncer de páncreas ) . Fumar cigarrillos aumenta el riesgo de Enfermedad de Crohn, así como la gravedad del curso de la enfermedad. También es la causa número uno de cáncer de vejiga. El humo del tabaco provoca efectos cancerígenos en los tejidos del cuerpo que están expuestos al humo.
El humo del tabaco es una mezcla compleja de más de 5000 productos químicos identificados, de los cuales se sabe que 98 tienen propiedades toxicológicas específicas. Los productos químicos más importantes causantes de cáncer son aquellos que producen daño en el ADN, ya que dicho daño parece ser la principal causa subyacente del cáncer. Cunningham y sus colaboradores combinaron el peso en microgramos de cada compuesto en el humo de un cigarrillo con el efecto genotóxico conocido por microgramo para identificar los principales compuestos cancerígenos en el humo de cigarrillo. Los siete carcinógenos más importantes en el humo del tabaco se muestran en la tabla siguiente, junto con las alteraciones del ADN que causan.
| Compuesto        | Microgramos por cigarrillo | Efecto en el ADN | Ref.    |
| ---------------- | -------------------------- | --- | ------- |
| Acroleína        | 122.4                      | Reacciona con la desoxiguanosina y forma enlaces cruzados de ADN, enlaces cruzados de ADN-proteína y aductos de ADN | [ 97 ]  |
| Formaldehído     | 60.5                       | Reticulaciones de ADN-proteína que causan deleciones y reordenamientos cromosómicos                                 | [ 98 ]  |
| Acrilonitrilo    | 29.3                       | Estrés oxidativo que causa un aumento de 8-oxo-2'-desoxiguanosina                                                   | [ 99 ]  |
| Butadieno        | 105.0                      | Pérdida global de metilación del ADN (un efecto epigenético) así como de aductos de ADN                             | [ 100 ] |
| Acetaldehído     | 1448.0                     | Reacciona con desoxiguanina para formar aductos de ADN                                                              | [ 101 ] |
| Óxido de etileno | 7.0                        | Aductos de ADN de hidroxietilo con adenina y guanina                                                                | [ 102 ] |
| Isopreno         | 952.0                      | Cadenas simples y dobles rompen el ADN                                                                              | [ 103 ] |

Fumar cigarrillos también se ha asociado con la sarcopenia, la pérdida de masa muscular y la fuerza relacionada con la edad.
La Organización Mundial de la Salud estima que el tabaco causó 5,4 millones de muertes en 2004 y 100 millones de muertes durante el siglo XX. Del mismo modo, el Centro para el Control y Prevención de Enfermedades de los Estados Unidos describe el consumo de tabaco como "el riesgo prevenible más importante para la salud humana en los países desarrollados" y como "una causa importante de muerte prematura en todo el mundo". Aunque el 70% de los fumadores declaran su intención de dejar de fumar, solo entre el 3 y el 5% tienen éxito en hacerlo.
Las probabilidades de muerte por cáncer de pulmón antes de los 75 años en el Reino Unido son del 0,2% para los hombres que nunca fumaron (0,4% para las mujeres), 5,5% para los ex fumadores masculinos (2,6% en las mujeres), 15,9% para los fumadores masculinos actuales (9,5% para las mujeres) y 24,4% para los "fumadores empedernidos" masculinos definidos por fumar más de 5 cigarrillos por día (18,5% para las mujeres). El humo del tabaco puede combinarse con otros carcinógenos presentes en el ambiente para producir niveles elevados de cáncer de pulmón.
El riesgo de cáncer de pulmón se reduce casi desde el primer día que alguien deja de fumar. Las células sanas que han escapado de mutaciones crecen y reemplazan a las dañadas en los pulmones. En la investigación de diciembre de 2019, el 40% de las células en ex fumadores parecían las de personas que nunca habían fumado.
Las tasas de tabaquismo en general se han estabilizado o disminuido en el mundo desarrollado. Las tasas de tabaquismo en los Estados Unidos se redujeron a la mitad entre 1965 y 2006, pasando del 42% al 20,8% en adultos. Sin embargo, en el mundo en desarrollo el consumo de tabaco aumenta un 3,4% por año.
Fumar altera el transcriptoma del parénquima pulmonar. Los niveles de expresión de un grupo de siete genes (KMO, CD1A, SPINK5, TREM2, CYBB, DNASE2B, FGG) aumentan en el tejido pulmonar de los fumadores.
Los fumadores pasivos presentan un riesgo conocido para la salud, al que se atribuyeron seiscientas mil muertes en 2004. También se sabe que produce afecciones de la piel como pecas y sequedad.
En 2015, un metanálisis encontró que los fumadores tenían un mayor riesgo de desarrollar enfermedades psicóticas. El tabaco también se ha descrito como anafrodisiaco debido a su propensión a causar disfunción eréctil.

## Aspectos sociales
Famosos fumadores del pasado usaban cigarrillos o pipas como parte de su imagen, como los cigarrillos de la marca Gauloises que fumaba continuamente Jean-Paul Sartre; las pipas de Albert Einstein, Douglas MacArthur, Bertrand Russell y Bing Crosby; o el cigarrillo del presentador de noticias Edward R. Murrow. Los escritores en particular parecen ser conocidos por fumar. Por ejemplo, el libro titulado "Los cigarrillos son sublimes", obra del profesor de literatura francesa de la Universidad de Cornell, Richard Klein, realiza un análisis del papel que jugó el fumar en las letras de los siglos XIX y XX. El popular autor Kurt Vonnegut abordó su adicción a los cigarrillos en sus novelas. El primer ministro británico Harold Wilson era conocido por fumar una pipa en público, al igual que Winston Churchill por sus cigarros. Sherlock Holmes, el detective ficticio creado por Arthur Conan Doyle fumaba una pipa, cigarrillos y cigarros. El personaje del cómic de DC, Vertigo, John Constantine, creado por Alan Moore, es sinónimo de tabaquismo, hasta el punto que la primera historia del creador de Preacher, Garth Ennis, se centró en el cáncer de pulmón contraído por John Constantine. El luchador profesional James Fullington, mientras interpretaba el personaje de "The Sandman", es un fumador crónico para así parecer más "duro".
El problema de fumar en casa es particularmente difícil para las mujeres en muchas culturas (especialmente las culturas árabes), donde puede no ser aceptable que una mujer le pida a su esposo que no fume en casa o en presencia de sus hijos. Los estudios han demostrado que los niveles de contaminación en las áreas interiores para fumadores, son más altos que los niveles encontrados en carreteras concurridas, garajes cerrados o durante algunos incendios forestales. Además, el humo puede extenderse de una habitación a otra, incluso si las puertas de la zona de fumadores están cerradas.
La ceremonia de rezar y fumar tabaco con un calumet, es una parte prominente de las ceremonias religiosas de varias naciones de nativos norteamericanos. Sema, la palabra de los anishinaabe para denominar al tabaco cultivado para su uso ceremonial, denota su condición de última planta sagrada, ya que se cree que su humo transporta las oraciones a los espíritus. Sin embargo, en la mayoría de las religiones principales, el tabaquismo no está específicamente prohibido, aunque puede desalentarse como un hábito inmoral. Antes de que se identificaran los riesgos para la salud del tabaquismo mediante un estudio controlado, ciertos predicadores cristianos y reformadores sociales consideraban que fumar era un hábito inmoral. El fundador del credo mormón, Joseph Smith, registró que el 27 de febrero de 1833 recibió un revelación divina que desaconsejaba el consumo de tabaco. Esta "Palabra de Sabiduría" fue aceptada más tarde como un mandamiento, y los fieles Santos de los Últimos Días se abstienen completamente del tabaco. Los testigos de Jehová basan su postura contra el hábito de fumar en el mandato de la Biblia de "limpiarnos de toda contaminación de la carne" (2 Corintios 7 : 1). El rabino judío Israel Meir Kegan (1838–1933) fue una de las primeras autoridades judías en hablar sobre la costumbre de fumar. En la comunidad Ahmadía, se desaconseja fumar, aunque no está prohibido. Sin embargo, durante el mes de ramadán, está prohibido fumar tabaco. En el bahaísmo, se desaconseja fumar tabaco, aunque no está prohibido.

## Ingresos
Se sabe que una de las empresas globales más grandes del mundo es la industria del tabaco. Las seis compañías tabacaleras más grandes obtuvieron una ganancia combinada de 35.100 millones de dólares (Jha et al., 2014) en 2010.

## Políticas públicas
El 27 de febrero de 2005, entró en vigencia el Convenio Marco para el Control del Tabaco. El FCTC es el primer tratado de salud pública del mundo. Los países que se suscriben como partes acuerdan un conjunto de objetivos comunes, estándares mínimos para la política de control del tabaco y cooperar para afrontar los desafíos transfronterizos como el contrabando de cigarrillos. Actualmente, la OMS declara que 4 mil millones de personas estarán cubiertas por el tratado, que incluye 168 signatarios. Entre otros pasos, los firmantes deben elaborar una legislación que elimine el humo de segunda mano en lugares de trabajo interiores, transporte público, lugares públicos interiores y, según corresponda, otros lugares públicos.

### Fiscalidad
Muchos gobiernos han introducido impuestos sobre consumos específicos en los cigarrillos para reducir su consumo. La Organización Mundial de la Salud se ha encontrado con que:
- La estructura de los impuestos especiales sobre el tabaco varía considerablemente de un país a otro, ya que los países de bajos ingresos tienen más probabilidades de depender más de los impuestos especiales "ad valorem", y los países de mayores ingresos tienen más probabilidades de depender más de los impuestos especiales específicos, mientras que muchos países de todos los niveles de ingresos utilizan una combinación de impuestos especiales y "ad valorem".

- Los sistemas de impuestos especiales sobre el tabaco son bastante complejos en numerosos países, donde se aplican diferentes tasas impositivas en función de los precios, las características del producto, como la presencia/ausencia de un filtro o longitud, empaque, peso, contenido de tabaco y/o volumen de producción o ventas. Estos sistemas complejos son difíciles de administrar, crean oportunidades para evadir impuestos y son menos efectivos desde una perspectiva de salud pública.

- Globalmente, los impuestos al consumo de cigarrillos representan menos del 45 por ciento de los precios de los cigarrillos, en promedio, mientras que todos los impuestos aplicados a los cigarrillos representan poco más de la mitad de la mitad del precio. Los países de ingresos más altos imponen impuestos más altos a los productos del tabaco y estos impuestos representan una mayor proporción del precio, y tanto el impuesto absoluto como la proporción del precio se explican por la caída del impuesto a medida que disminuyen los ingresos del país.[122]

En 2002, el Centro para el Control y Prevención de Enfermedades dijo que cada paquete de cigarrillos vendido en los Estados Unidos le cuesta al país más de 7 dólares en atención médica y pérdida de productividad, alrededor de 3400 por año y por fumador. Otro estudio realizado por un equipo de economistas de la salud encuentra que el precio combinado que pagan sus familias y la sociedad es de aproximadamente 41 dólares por paquete de cigarrillos.
Evidencias científicas sustanciales muestran que los precios más altos de los cigarrillos resultan en un consumo general más bajo. La mayoría de los estudios indican que un aumento del 10% en el precio reducirá el consumo general de cigarrillos entre un 3% y un 5%. Los jóvenes, las minorías y los fumadores de bajos ingresos tienen dos o tres veces más probabilidades de dejar de fumar o fumar menos que otros fumadores en respuesta a los aumentos de precio. Fumar a menudo se cita como un ejemplo de producto de demanda elástica. Sin embargo, un gran aumento en el precio solo dará como resultado una pequeña disminución en el consumo.
La mayoría de las naciones han adoptado alguna forma de impuestos sobre el tabaco. A partir de 1997, Dinamarca tenía la mayor carga fiscal sobre los cigarrillos con un recargo de 4,02 dólares por paquete. Sin embargo, Taiwán tenía una carga impositiva de tan solo 0,62 dólares por paquete. El gobierno federal de los Estados Unidos cobraba 1,01 dólares por paquete en 2016.
Los impuestos a los cigarrillos varían mucho de un estado a otro en los Estados Unidos. Por ejemplo, Misuri tiene un impuesto a los cigarrillos de solo 17 centavos por paquete, el más bajo del país, mientras que Nueva York tiene el impuesto a los cigarrillos más alto en los EE. UU.: 4,35 dólares por paquete. En Alabama, Illinois, Misuri, la ciudad de Nueva York, Tennessee y Virginia, los condados y ciudades pueden imponer un impuesto limitado adicional sobre el precio de los cigarrillos. Los impuestos sobre las ventas también se aplican a los productos de tabaco en la mayoría de las jurisdicciones.
En el Reino Unido, un paquete de 20 cigarrillos tiene un impuesto agregado del 16.5% del precio minorista, más 4,57 libras. El Reino Unido tiene un mercado negro significativo para el tabaco, y la industria tabacalera ha estimado que el 27% de los cigarrillos y el 68% del consumo de tabaco para liar cigarrillos manualmente no se paga en el Reino Unido (NUKDP).
En Australia, los impuestos totales representan el 62,5% del precio final de un paquete de cigarrillos (cifras de 2011). Estos recargos incluyen impuestos especiales federales o aranceles aduaneros y tasas de bienes y servicios.

### Restricciones

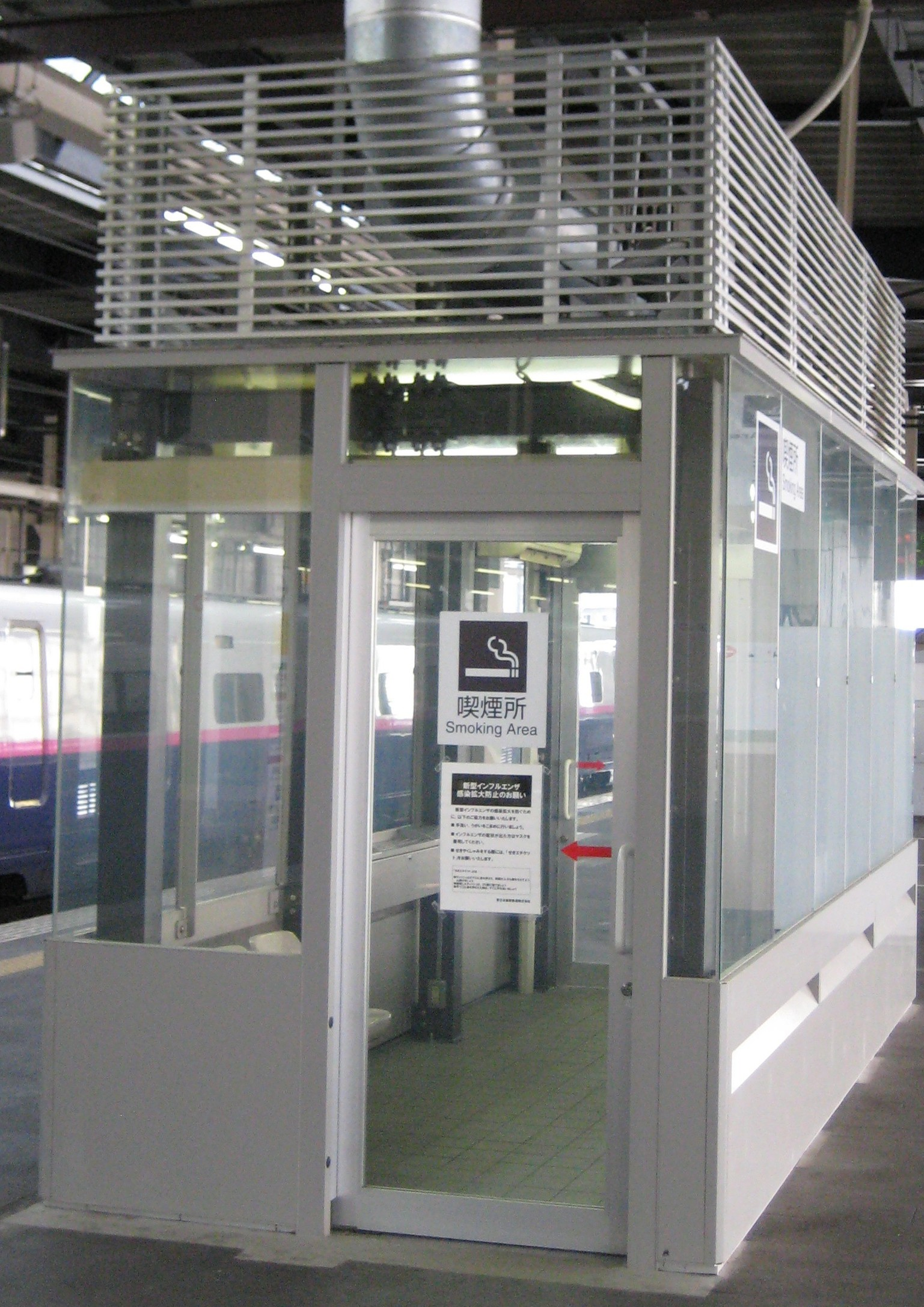
Un área cerrada para fumadores en una estación de tren japonesa. Observe el sistema de ventilación de aire en el techo

En junio de 1967, la Comisión Federal de Comunicaciones de los Estados Unidos dictaminó que los programas transmitidos desde las emisoras de televisión que hablaban sobre fumar y la salud, eran insuficientes para compensar los efectos de los anuncios pagados que se transmitían durante cinco a diez minutos cada día. En abril de 1970, el Congreso de los Estados Unidos aprobó la Ley de Salud Pública sobre el Tabaquismo, que prohibía la publicidad de cigarrillos en televisión y radio a partir del 2 de enero de 1971.
La Ley de prohibición de la publicidad del tabaco de 1992 eliminó expresamente casi todas las formas de publicidad del tabaco en Australia, incluido el patrocinio de eventos deportivos u otros eventos culturales por parte de las marcas de cigarrillos.
Toda publicidad y patrocinio del tabaco en la televisión ha sido prohibida dentro de la Unión Europea desde 1991 bajo la Directiva de Televisión sin Fronteras (1989). Esta prohibición fue extendida por la Directiva de Publicidad del Tabaco, que entró en vigencia en julio de 2005 para cubrir otras formas de medios como internet, medios impresos y radio. La directiva no incluye publicidad en cines y carteles publicitarios o el uso de mercadotecnia, o patrocinio del tabaco de eventos culturales y deportivos que son puramente locales, con participantes provenientes de un solo Estado miembro, ya que estos caen fuera de la jurisdicción de la Comisión Europea. Sin embargo, la mayoría de los Estados miembros han transpuesto la directiva con leyes nacionales que tienen un alcance más amplio que la propia directiva y cubren la publicidad local. Un informe de la Comisión Europea de 2008 concluyó que la directiva se había transpuesto con éxito a la legislación nacional en todos los Estados miembros de la UE, y que estas leyes estaban bien implementadas.
Algunos países también imponen requisitos legales sobre el embalaje de productos de tabaco. Por ejemplo, en los países de la Unión Europea, Turquía, Australia y Sudáfrica, los paquetes de cigarrillos deben estar marcados de manera prominente mostrando los riesgos para la salud asociados con fumar. Canadá, Australia, Tailandia, Islandia y Brasil también han impuesto etiquetas a los paquetes de cigarrillos con los efectos sobre los fumadores, e incluyen imágenes gráficas de los posibles efectos del tabaquismo en la salud. También se insertan tarjetas en las cajetillas de cigarrillos en Canadá. Hay dieciséis tipos de tarjetas que explican diferentes métodos para dejar de fumar. Además, en el Reino Unido, ha habido una serie de anuncios gráficos promovidos por el Servicio Nacional de Salud, con uno que muestra un cigarrillo lleno de depósitos grasos, como si el cigarrillo estuviera simbolizando una arteria de un fumador.
Algunos países también han prohibido la publicidad en el punto de venta. Reino Unido e Irlanda han limitado la publicidad de tabaco a los minoristas. Esto incluye el almacenamiento de cigarrillos detrás de un estante cubierto que no sea visible para el público. Sin embargo, permiten publicidad limitada a los minoristas. Noruega tiene una prohibición total de la publicidad en los puntos de venta. Esto incluye productos para fumar y accesorios. La implementación de estas políticas puede ser un reto, y todos estos países experimentaron resistencia y desafíos de la industria tabacalera. La Organización Mundial de la Salud recomienda la prohibición completa de todo tipo de publicidad o la colocación de productos, incluso en las máquinas expendedoras, en los aeropuertos o en las tiendas de internet que venden tabaco. La evidencia aún no está clara en cuanto al impacto de tales prohibiciones.
Muchos países tienen una edad mínima para fumar. En varios de ellos, incluidos los Estados Unidos, la mayoría de los Estados miembros de la Unión Europea, Nueva Zelanda, Canadá, Sudáfrica, Israel, India, Brasil, Chile, Costa Rica y Australia, es ilegal vender productos de tabaco a menores; y en los Países Bajos, Austria, Bélgica, Dinamarca y Sudáfrica es ilegal vender productos de tabaco a personas menores de 16 años. El 1 de septiembre de 2007, la edad mínima para comprar productos de tabaco en Alemania aumentó de 16 a 18 años, así como en el Reino Unido, donde el 1 de octubre de 2007 aumentó de 16 a 18. Subyacente a tales leyes está la creencia de que las personas deben tomar una decisión informada sobre los riesgos del consumo de tabaco. Estas leyes tienen una aplicación laxa en algunas naciones y estados. En China, Turquía y muchos otros países, generalmente un niño tendrá pocos problemas para comprar productos de tabaco, porque a menudo se les dice que vayan a la tienda a comprar tabaco para sus padres.
Varios países como Irlanda, Letonia, Estonia, Países Bajos, Finlandia, Noruega, Canadá, Australia, Suecia, Portugal, Singapur, Italia, Indonesia, India, Lituania, Chile, España, Islandia, Reino Unido, Eslovenia, Turquía y Malta han legislado prohibiendo fumar en lugares públicos, a menudo incluidos bares y restaurantes. Se ha permitido a los restauradores en algunas jurisdicciones construir áreas designadas para poder fumar (o prohibir fumar). En los Estados Unidos, muchos estados prohíben fumar en restaurantes, y algunos también prohíben fumar en bares. En las provincias de Canadá, fumar es ilegal en lugares de trabajo interiores y lugares públicos, incluidos bares y restaurantes. A partir del 31 de marzo de 2008, Canadá ha introducido una ley prohibiendo fumar en todos los lugares públicos, así como a menos de 10 metros de una entrada a cualquier lugar público. En Australia, las leyes que prohíben fumar varían de estado a estado. Actualmente, Queensland tiene lugares públicos interiores completamente libres de humo (incluidos lugares de trabajo, bares, pubs y restaurantes), así como playas vigiladas y algunas áreas públicas al aire libre. Sin embargo, hay excepciones para las áreas designadas para fumar. En Victoria, fumar está restringido en estaciones de ferrocarril, paradas de autobús y paradas de tranvía, ya que estos son lugares públicos donde un fumador podría afectar a los no fumadores que esperan el transporte público, y desde el 1 de julio de 2007 ahora se extiende a todos los lugares públicos interiores. En Nueva Zelanda y Brasil, fumar está restringido en lugares públicos cerrados, incluidos bares, restaurantes y pubs. Hong Kong restringió fumar el 1 de enero de 2007 en el lugar de trabajo, espacios públicos como restaurantes, salas de karaoke, edificios y parques públicos (los bares que no admiten menores estuvieron exentos hasta 2009). En Rumania fumar es ilegal en trenes, estaciones de metro, instituciones públicas (excepto donde se designe, generalmente fuera) y en el transporte público.
En Alemania, además de las prohibiciones de fumar en edificios públicos y transportes, se adoptó una ordenanza antitabaco para bares y restaurantes a finales de 2007. Un estudio de la Universidad de Hamburgo (Ahlfeldt y Maennig 2010) demuestra que la prohibición de fumar tenía solo impactos a corto plazo en los ingresos de bares y restaurantes. A medio y largo plazo no se midió ningún efecto negativo. Los resultados sugieren, ya sea que el consumo en bares y restaurantes no se ve afectado por las prohibiciones de fumar a largo plazo, o que los impactos negativos en los ingresos de los fumadores se compensan con el aumento de los ingresos de los no fumadores.

### Encendido de seguridad
Un problema indirecto de salud pública que plantean los cigarrillos es el de los incendios accidentales, generalmente relacionados con el consumo de alcohol. La combustión mejorada usando nitratos se usaba tradicionalmente, pero los fabricantes de cigarrillos han guardado silencio sobre este tema alegando al principio que un cigarrillo seguro era técnicamente imposible, lo que solo se podría lograr modificando el papel. Los cigarrillos liados por el propio fumador no contienen aditivos y son seguros contra incendios. Se han propuesto numerosos diseños de cigarrillos seguros contra incendios, algunos por las propias compañías tabacaleras, que se extinguen si no se absorben durante más de un minuto o dos, reduciendo así el riesgo de incendio. Entre las compañías tabacaleras estadounidenses, algunas se han resistido a esta idea, mientras que otras la han aceptado. RJ Reynolds fue líder en la fabricación de prototipos de estos cigarrillos en 1983 y anunció que todos sus cigarrillos para el mercado de EE. UU. serían seguros contra incendios en 2010. Phillip Morris no se ha adherido a esta propuesta. Lorillard (comprada por RJ Reynolds) la tercera compañía tabacalera más grande de EE. UU., no se ha manifestado al respecto.

## Teoría de la puerta de acceso a las drogas
La relación entre el consumo de tabaco y otras drogas ha sido bien establecida, sin embargo, la naturaleza de esta asociación sigue sin estar clara. Las dos teorías principales son el modelo de causalidad fenotípica (puerta de enlace) y el modelo de pasivos correlacionados. El modelo de causalidad argumenta que fumar es una influencia principal en el uso futuro de drogas, mientras que el modelo de pasivos correlacionados argumenta que fumar y otras drogas se basan en factores genéticos o ambientales. Un estudio publicado por el NIH encontró que el consumo de tabaco puede estar relacionado con la adicción a la cocaína y al uso de marihuana. El estudio indicó que el 90% de los adultos que usaban cocaína habían fumado cigarrillos antes (esto era para personas de 18 a 34 años). Este estudio podría apoyar la teoría de la droga de entrada.

## Dejar de fumar
Dejar de fumar es la acción que conduce a la abstinencia de fumar tabaco. Los métodos para "dejar de fumar" incluyen consejos de médicos o trabajadores sociales, el cold turkey, terapias de reemplazo de nicotina, cupones contingentes, antidepresivos, hipnosis, autoayuda (meditación de atención plena), y grupos de apoyo. Un metaanálisis del año 2018, realizado con 61 pruebas aleatorias controladas, mostró que un año después de que las personas dejaran de fumar con la ayuda de medicamentos de primera línea (y algo de ayuda conductual), solo un poco menos del 20% seguían manteniendo la abstinencia.